# فرانشيسكو سفورزا الثاني

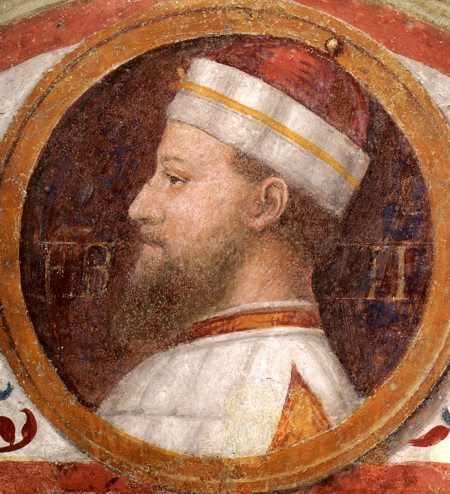
فرانشيسكو سفورزا الثاني في لوحة بريشة جيوفاني أمبروجيو دي بريديس 1521

فرانشيسكو سفورزا الثاني (بالإيطالية: Francesco II Sforza)‏ (4 فبراير 1495 - 24 أكتوبر 1535) والمعروف أيضا باسم فرانشيسكو ماريا سفورزا، كان الدوق الأخير لدوقية ميلانو من 1521 حتى وفاته.